# Payback: Money and Power
Payback: Money and Power (법쩐?, BeopjjeonLR; lett. "I soldi della legge") è una serie televisiva sudcoreana trasmessa su SBS TV dal 6 gennaio all'11 febbraio 2023. In lingua italiana è disponibile su Prime Video.

## Personaggi e interpreti
- Eun Young, interpretato da Lee Sun-kyun
- Park Joon-kyung, interpretata da Moon Chae-won
- Jang Tae-chun, interpretato da Kang Yoo-seok
- Hwang Ki-seok, interpretato da Park Hoon